# Sphaerodothis arengae
Sphaerodothis arengae är en svampart som först beskrevs av Marjan Raciborski, och fick sitt nu gällande namn av Shear ex Theiss. & Syd. 1915. Sphaerodothis arengae ingår i släktet Sphaerodothis och familjen Phyllachoraceae.   Inga underarter finns listade i Catalogue of Life.